# Bronisław Malinowski (sportowiec)

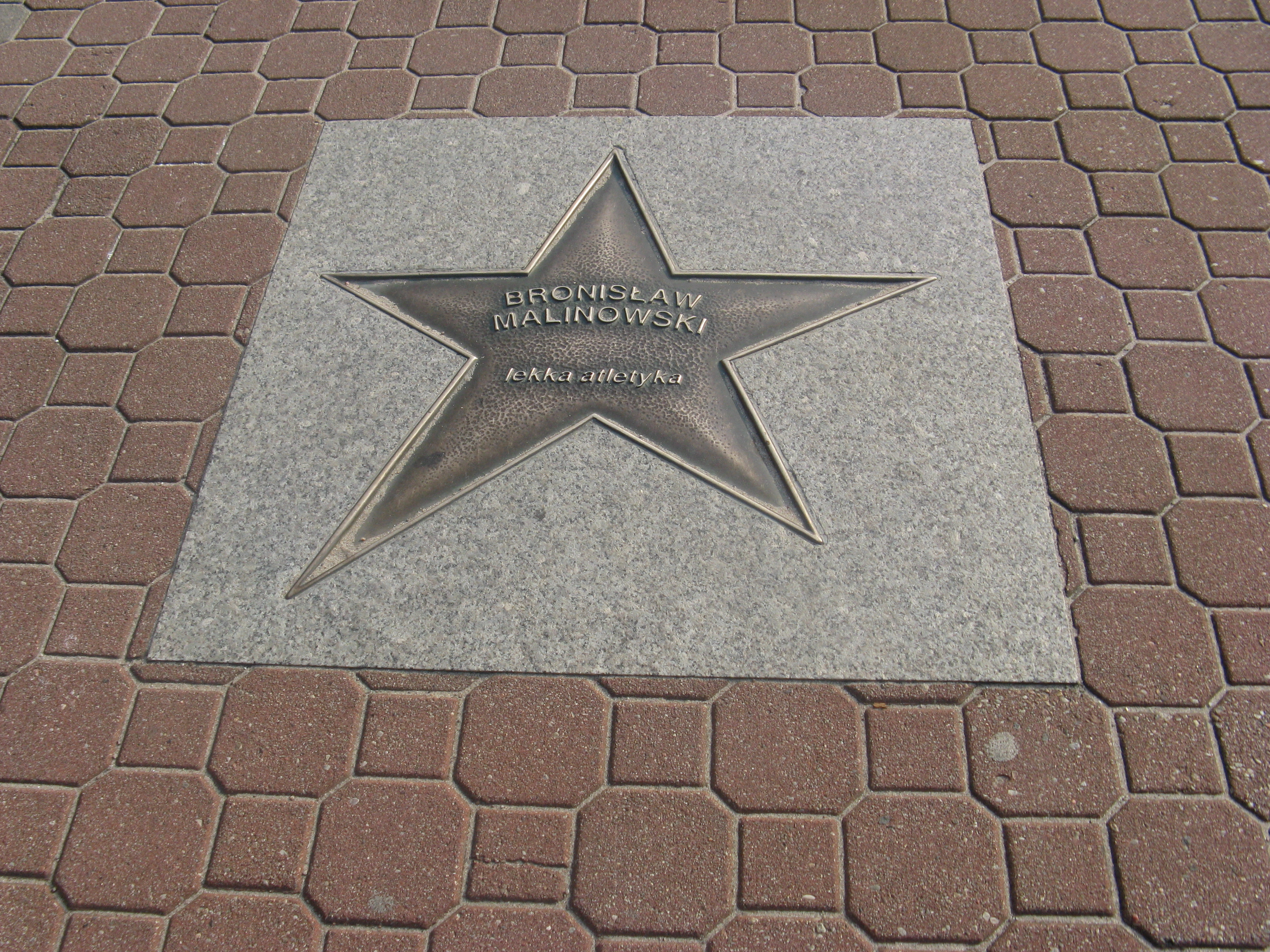
Gwiazda w Alei Gwiazd Sportu we Władysławowie

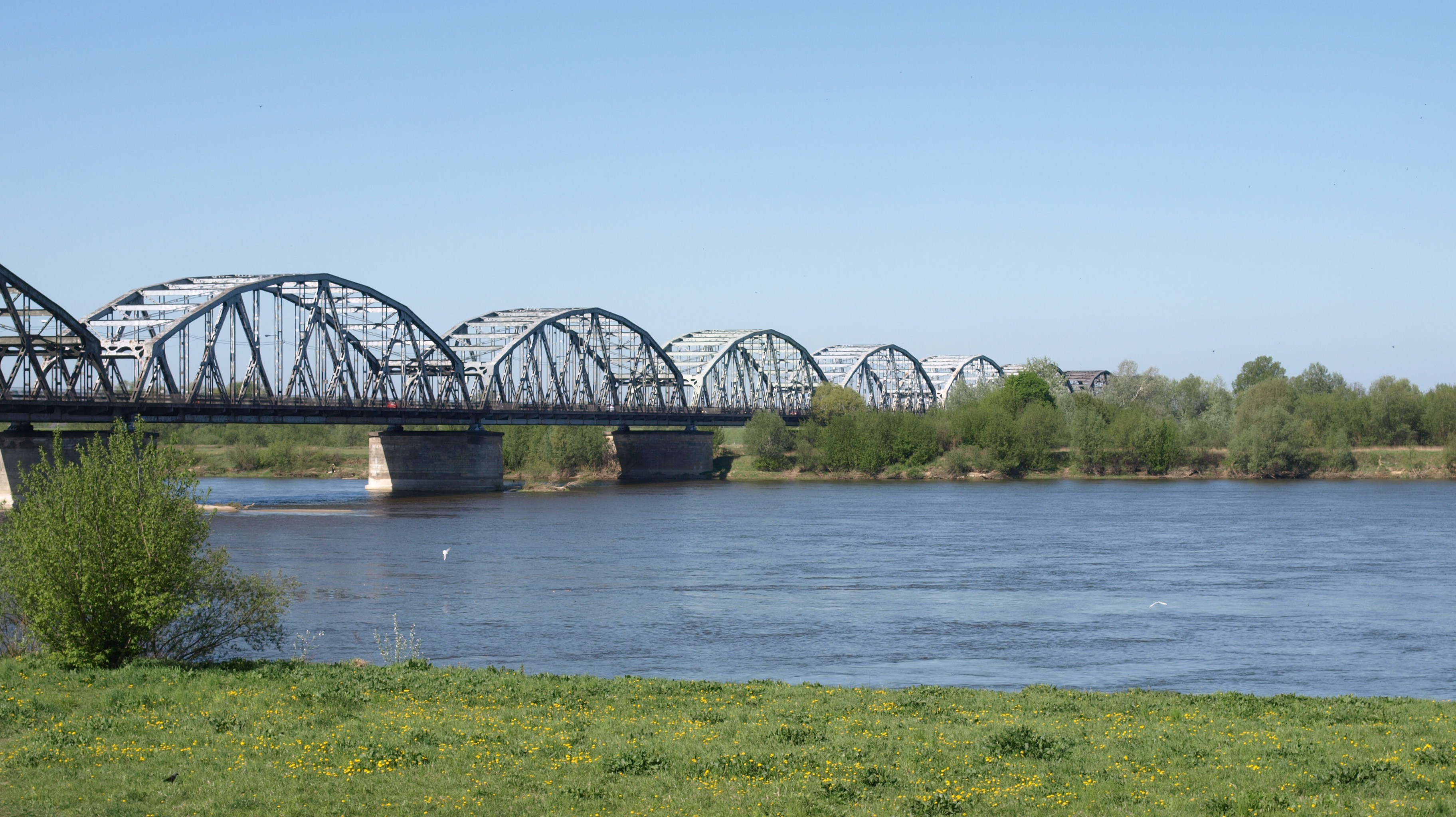
Most im. Bronisława Malinowskiego w Grudziądzu

Bronisław Malinowski (ur. 4 czerwca 1951 w Nowem n. Wisłą, zm. 27 września 1981 w Grudziądzu) – polski lekkoatleta, biegacz średnio- i długodystansowy. Największe sukcesy odnosił w biegu na 3000 metrów z przeszkodami, zdobywając w tej konkurencji dwa medale olimpijskie.

## Życiorys
Urodził się jako syn Anastazego i Irene (z domu Dovell) Malinowskich. Matka była z pochodzenia Szkotką. Od 1958 uczęszczał do szkół w Buśni i Warlubiu. W 1968 rozpoczął naukę w ZSZ w Grudziądzu i jeszcze w tym samym roku przeniósł się do wieczorowego Samochodowego Technikum Mechanicznego w Grudziądzu, które ukończył w 1971. W 1968 rozpoczął również treningi w GKS „Olimpia” w Grudziądzu, a w 1977 uzyskał tytuł absolwenta AWF w Poznaniu.
Był mistrzem (1980 Moskwa) i wicemistrzem (1976 Montreal) olimpijskim, a także zdobywcą czwartego miejsca na igrzyskach w Monachium 1972 w biegu na 3000 m z przeszkodami. Najbardziej spektakularne zwycięstwo odniósł podczas Igrzysk w 1980, kiedy to Tanzańczyk Filbert Bayi w połowie dystansu wyraźnie przyśpieszył i uzyskał nad Polakiem około 70 metrów przewagi. Malinowski jednak nie załamał się i nie zmieniając swego tempa dogonił i wyprzedził przeciwnika, prześcigając go na ostatnich 400 m o 6 sekund.
Dwukrotny mistrz Europy (1974 Rzym i 1978 Praga) na tym dystansie. 10-krotny mistrz Polski (cztery tytuły na 3000 metrów z przeszkodami, po trzy na 5000 metrów oraz w przełajach), w 1973 został halowym mistrzem kraju na 3000 metrów. 10 sierpnia 1972 wyrównał rekord Europy podczas mityngu w Warszawie na dystansie 3000 m z przeszkodami (8:22,2 s). Był również wicemistrzem świata w biegach przełajowych (1979). 23 razy reprezentował Polskę w meczach międzynarodowych. Do dziś do niego należą rekordy Polski na dystansach: 3000 m, 5000 m, 1 milę, 2 mile oraz 3000 m z przeszkodami.
Jego starszy brat, również lekkoatleta, Robert Malinowski, w latach 2006-2018 pełnił funkcję prezydenta miasta Grudziądza.

## Śmierć i upamiętnienie

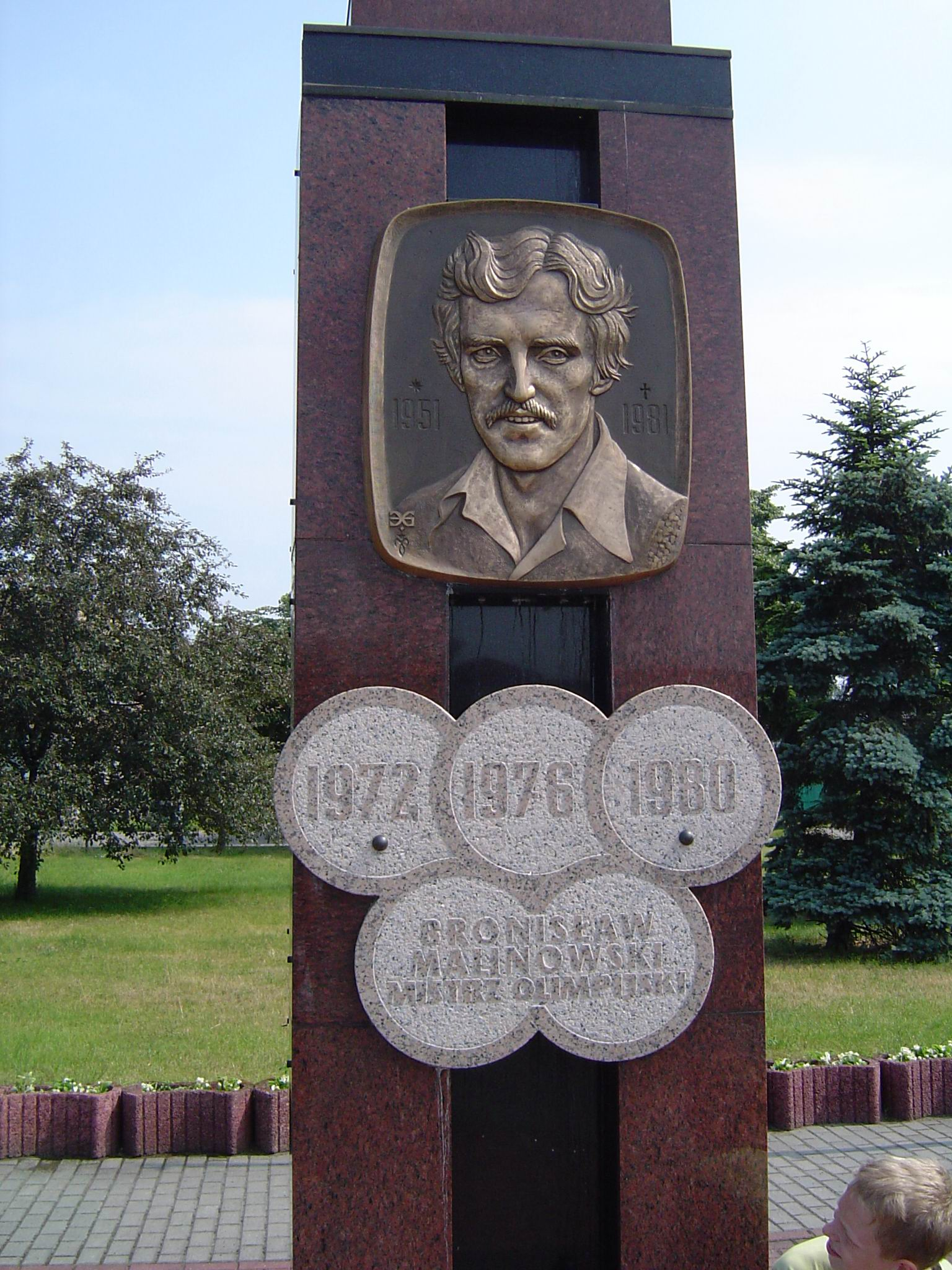
Pomnik Bronisława Malinowskiego w Grudziądzu przed Stadionem Centralnym

27 września 1981 poniósł śmierć w wypadku samochodowym na moście w Grudziądzu. Około godziny 20:20 prowadzony przez niego samochód Audi 80 został uderzony przez nadjeżdżający z naprzeciwka samochód ciężarowy marki KAMAZ (jadący w kierunku szosy E16), który chwilę wcześniej ominął podążający w tym samym kierunku autobus PKS, lecz zatrzymany przed barierką sygnalizującą zwężenie jezdni. Most został nazwany imieniem Bronisława Malinowskiego.
Po śmierci został wyróżniony nagrodą Fair Play, medalem za zasługi dla miasta Grudziądza, Złotymi Kolcami, tytułem Honorowego Mistrza Sportu, Krzyżem Kawalerskim Orderu Odrodzenia Polski. 18 września 1996 Rada Miejska w Grudziądzu nadała Bronisławowi Malinowskiemu tytuł Honorowego Obywatela Miasta Grudziądza. Jego imię nosi most w Grudziądzu. Od 1982 organizowane są biegi uliczne jego imienia. W niższych kategoriach biegów, biorą udział nawet dzieci. W latach 1982–2003 organizowano w Grudziądzu Memoriał Bronisława Malinowskiego.
Istnieje Klub Szkół im. Bronisława Malinowskiego w całej Polsce. Jest patronem: Zespołu Szkół Publicznych w Osinie, Zespołu Szkół Ogólnokształcących w Grudziądzu, Szkoły Podstawowej nr 47 w Bydgoszczy, Szkoły Podstawowej nr 12 w Tczewie, zespołu szkół samorządowych nr 2 w Boguszowie-Gorcach, Szkoły Podstawowej w Warlubiu, Zespołu Szkół w Bystrzycy k. Oławy, Szkoły Podstawowej nr 3 w Ścinawie (woj. dolnośląskie), Szkoły Podstawowej nr 3 w Działdowie, Szkoły Podstawowej nr 7 w Grudziądzu, Szkoły Podstawowej Nr 107 w Warszawie, Szkoły Podstawowej nr 1 w Woli k. Pszczyny, Szkoły Podstawowej w Małych Łunawach (gm. Chełmno), Szkoły Podstawowej nr 19 w Kędzierzynie-Koźlu oraz Szkoły Podstawowej w Chrustowie (woj. wielkopolskie), Szkoły Podstawowej w Chmielinku (woj. Wielkopolskie).

## Rekordy życiowe
- bieg na 800 metrów – 1:49,8 s. (4 września 1976, Warszawa)
- bieg na 1000 metrów – 2:22,11 s. (1 czerwca 1979, Warszawa)
- bieg na 1500 metrów – 3:37,42 s. (13 sierpnia 1978, Warszawa)[6]
- bieg na 1 milę – 3:55,40 s. (1976) – do 2019 rekord Polski
- bieg na 2000 metrów – 5:02,6 s. (1976)
- bieg na 3000 metrów – 7:42,4 s. (4 lipca 1974, Oslo) – rekord Polski
- bieg na 2 mile – 8:17,8 s. (21 sierpnia 1974, Grudziądz) – najlepszy wynik w historii polskiej lekkoatletyki
- bieg na 5000 metrów – 13:17,69 s. (5 lipca 1976, Sztokholm) – rekord Polski
- bieg na 10 000 metrów – 28:25,19 s. (13 lipca 1974, Augsburg) – 7. wynik w historii polskiej lekkoatletyki[6]
- bieg na 3000 metrów z przeszkodami – 8:09,11 s. (28 lipca 1976, Montreal) – rekord Polski